# Мёртвый дом
«Мёртвый дом», или «Тюрьма народов» (1932), — советский фильм. Второй звуковой фильм в советском кино.

## Сюжет
Фильм представляет собой некоторые эпизоды жизни Ф. М. Достоевского. Сюжет предваряет вступительное слово профессора П. С. Когана
Действие начинается с ареста петрашевцев.
Показаны годы, проведённые в остроге, отдельные более поздние эпизоды биографии
Демонстрируется кардинальное изменение мировоззрения Достоевского, приход его от революционных идей к проповеди смирения и милосердия.

## В ролях
- Николай Хмелев — Достоевский
- Николай Подгорный — Константин Победоносцев
- Николай Витовтов — Николай I
- Николай Радин — Леонтий Дубельт, жандармский генерал
- Владимир Белокуров — аудитор-заика
- Василий Ковригин — Успенский
- Георгий Сочевко — Ястржембский
- Владимир Уральский — фельдшер
- Виктор Шкловский — Михаил Петрашевский
- Ангелина Степанова — курсистка
- Михаил Жаров — офицер

## Релиз
Вышел на экраны в 1932 (1934) году.
В 1990-е и 2000-е годы фильм выпущен на видеокассетах VHS кинообъединением «Крупный план».